# Bardouville
Bardouville ist eine französische Gemeinde mit 602 Einwohnern (Stand: 1. Januar 2022) im Département Seine-Maritime in der Region Normandie. Die Gemeinde gehört zum Arrondissement Rouen und zum Kanton Barentin (bis 2015: Kanton Duclair). Die Einwohner werden Bardouvillais genannt.

## Geographie
Bardouville liegt etwa elf Kilometer westlich von Rouen an der Seine. Bardouville ist Teil des Regionalen Naturparks Boucles de la Seine Normande. Umgeben wird Bardouville von den Nachbargemeinden Anneville-Ambourville im Norden und Westen, Saint-Martin-de-Boscherville im Osten und Nordosten, Quevillon im Osten und Südosten, Saint-Pierre-de-Manneville im Südosten, Mauny im Süden sowie Yville-sur-Seine im Südwesten.

## Einwohnerentwicklung
| Jahr                      | 1962 | 1968 | 1975 | 1982 | 1990 | 1999 | 2006 | 2013 |
| Einwohner                 | 254  | 297  | 489  | 497  | 576  | 576  | 622  | 677  |
| Quelle: Cassini und INSEE |      |      |      |      |      |      |      |      |

## Sehenswürdigkeiten
- Kirche Saint-Michel aus dem 11. Jahrhundert
- Schloss Le Corset-Rouge aus dem 19. Jahrhundert